# ناوچه کلاس پوهانگ
ناوچه کلاس پوهانگ (به انگلیسی: Pohang-class corvette) یک کلاس از کشتی است که طول آن ۸۸٫۳ متر (۲۸۹ فوت ۸ اینچ) می‌باشد.
در بازی جنگ: اژدهای سرخ از این ناوچه در حملات دریایی استفاده شده است.